# Eopenthes mauiensis
Eopenthes mauiensis är en skalbaggsart som beskrevs av Sharp 1908. Eopenthes mauiensis ingår i släktet Eopenthes och familjen knäppare. Inga underarter finns listade i Catalogue of Life.